# Jussiape
Jussiape é um município brasileiro no interior do estado da Bahia, localizado na Chapada Diamantina.

## Topônimo
O topônimo Jussiape é derivado do tupi e significa “lugar onde a caça bebe água”.

## História
A região de Jussiape foi colonizada no século XVIII, com a descoberta de jazidas de ouro em Rio de Contas e Piatã.
Com a descoberta de jazidas de diamantes em Mucugê, Lençóis e Andaraí, na década de 1840, formou-se o povoado de Fazenda de Gado (atual cidade de Jussiape), um importante ponto de pouso para viajantes, aventureiros e tropeiros que se dirigiam a essas jazidas diamantíferas.
Por meio da Resolução Provincial nº 1606, de 8 de junho de 1876, o povoado de Fazenda de Gado foi elevado à categoria de Freguesia, com o nome de Jussiape, sendo subordinado ao município de Brejo Grande (atual Ituaçu). Posteriormente, por meio de ato estadual de 25 de outubro de 1890, a freguesia de Jussiape foi elevada à categoria de vila, mantendo-se o nome, sendo instalada em 20 de maio de 1891.
Por meio da Lei estadual nº 1.409, de 29 de junho de 1920, a sede da vila foi transferida para Barra da Estiva, denominação que a mesma recebe, passando Jussiape à condição de distrito. Um ano depois, por meio da Lei estadual nº 1521, de 13 de agosto de 1921, a vila voltou a denominar-se Jussiape, sendo sediada nesse distrito, e Barra da Estiva se tornou novamente distrito. Mais tarde, pela segunda vez, a Lei estadual n° 1985, de 15 de junho de 1927, dá à vila a sede e o nome de Barra da Estiva e, com isso, Jussiape retornou à categoria de distrito.
A Lei estadual nº 1704, de 9 de junho de 1962, desmembrou de Barra da Estiva o distrito de Jussiape e de Rio de Contas o distrito de Caraguataí para compor o território do novo município de Jussiape, o qual foi instalado em 7 de abril de 1963.

## Geografia
Jussiape está localizada na região da Chapada Diamantina, a 536 km da capital baiana, Salvador, e faz divisa com os municípios de Ibicoara, Barra da Estiva, Ituaçu, Rio de Contas, Abaíra e Mucugê.
O território municipal está localizado no Polígono das secas e possui como tipo climático o semiárido, sujeito a longos períodos de estiagem.
O relevo é formado de elevações da borda oriental da Chapada Diamantina a terrenos pediplanizados, em cotas mais baixas adjacentes. A vegetação varia de cerrado arbóreo nas regiões de montanhas até a caatinga arbórea densa, sem palmeiras.
O município é banhado pelo Rio de Contas e a sua sede fica situada nas margens deste rio. Além desse curso d'água, há outros, como os rios Água Suja e Taguari, além de riachos e córregos.
A cidade ainda possui um museu privado, conhecido como Museu de Antiguidades Senhor Onildo Luz Silva.

## Demografia
De acordo com o último censo, realizado em 2022, a população de Jussiape era de 7 379 habitantes e sua densidade demográfica era de 12,51 habitantes por quilômetro quadrado.

## Economia
No ano de 2010, o Índice de Desenvolvimento Humano Municipal (IDHM) de Jussiape foi registrado em 0,602. Em relação ao PIB per capita, um indicador que mede a renda média por habitante, o valor registrado para o ano de 2020 foi de 10.671,55 R$. Outro dado relevante é o percentual das receitas oriundas de fontes externas em 2015, que alcançou a marca de 94,7%.

### Trabalho e rendimento da população
Em 2010, foi registrado um percentual significativo da população com rendimento nominal mensal per capita de até 1/2 salário mínimo, chegando a 51,9%. Já em 2020, dados sobre o salário médio mensal dos trabalhadores formais indicam um valor de 1,3 salários mínimos. Além disso, em 2020, o número de pessoas ocupadas na cidade de Jussiape foi registrado em 975.

## Infraestrutura

### Saúde
No ano de 2009, foi registrado um total de 6 estabelecimentos de saúde vinculados ao Sistema Único de Saúde (SUS) em Jussiape. Em relação às internações por diarreia, um indicador que reflete a incidência e a gravidade dessa doença na população, foi registrado um total de 3,9 internações por mil habitantes no ano de 2016.

### Educação
Em 2010, a taxa de escolarização de crianças e adolescentes de 6 a 14 anos de idade atingiu 98,4%. No que se refere ao Índice de Desenvolvimento da Educação Básica (IDEB), que mede a qualidade da educação, os dados mais recentes disponíveis são de 2021. Para os anos iniciais do ensino fundamental na rede pública, o IDEB registrado foi de 5,3. Já para os anos finais do ensino fundamental na rede pública, o IDEB alcançou 4,1. No ano de 2021, foram registradas 785 matrículas no ensino fundamental e 223 matrículas no ensino médio em Jussiape. Além disso, foram contabilizados 57 docentes no ensino fundamental e 11 docentes no ensino médio. Em relação à infraestrutura educacional, Jussiape contava com 5 escolas de ensino fundamental e 2 escolas de ensino médio em 2021.

## Galeria

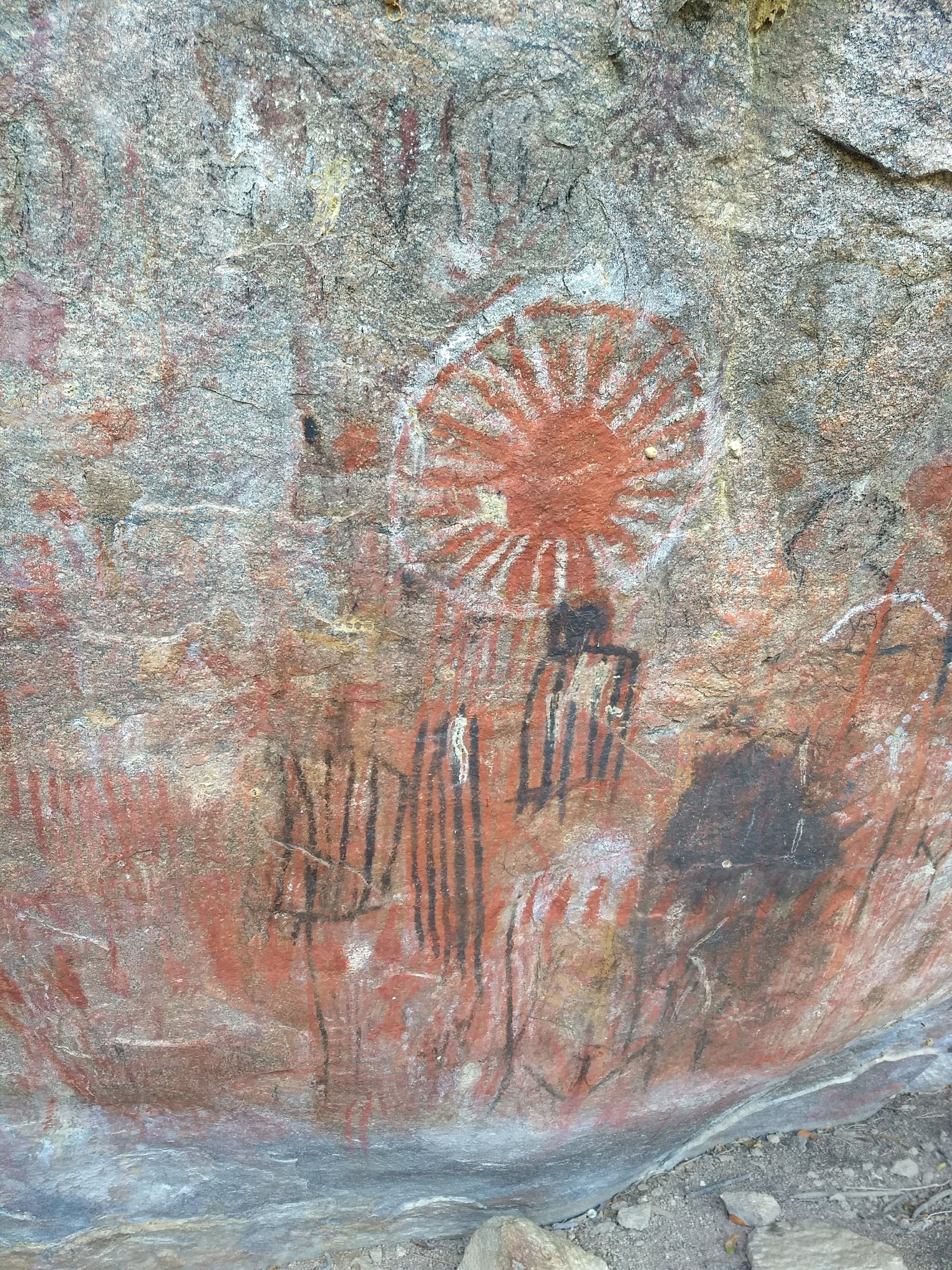
Gravura Rupestre
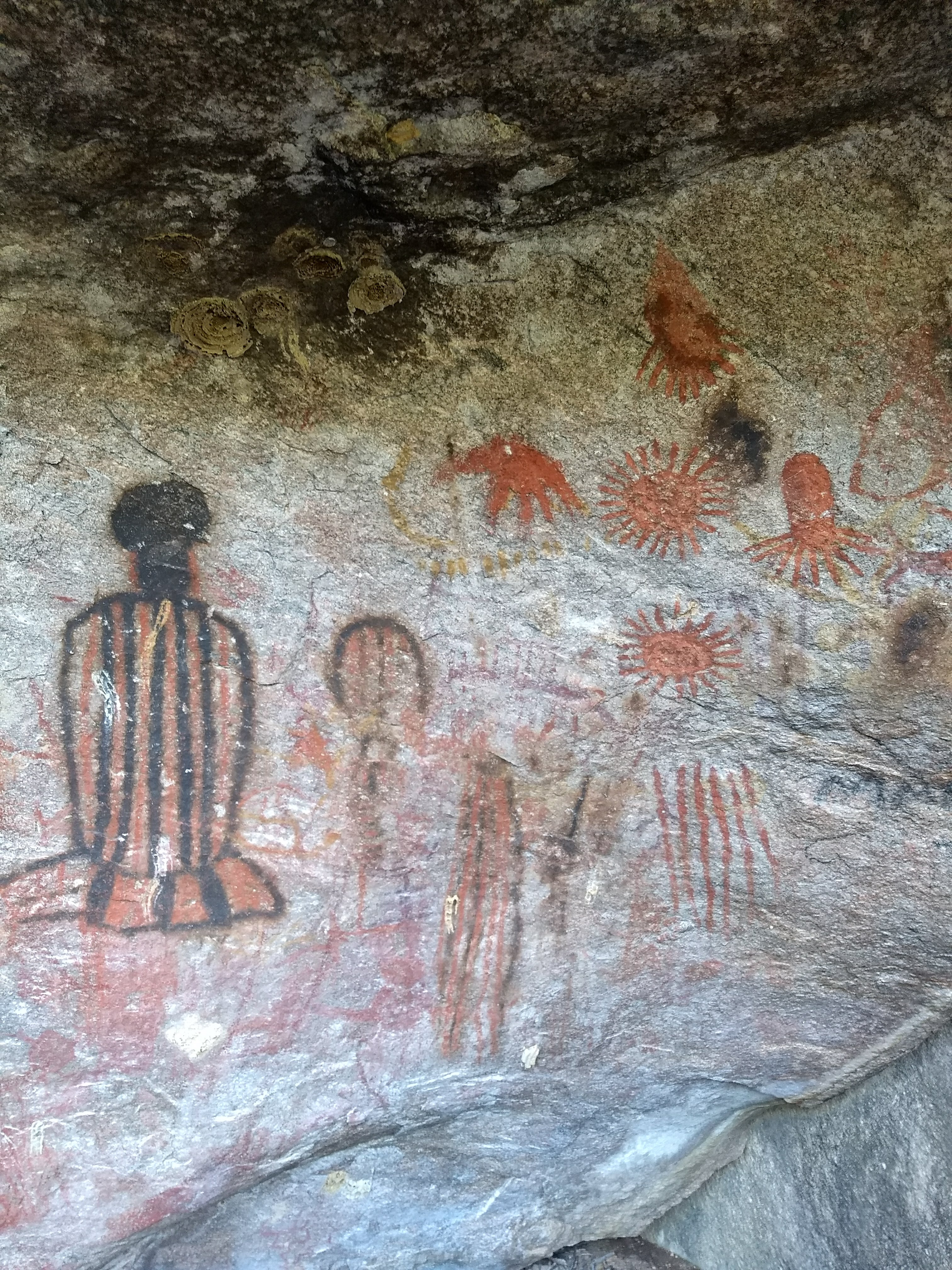
Sitio Arqueológico Jussiape Bahia